# 日本屋外広告フォーラム
日本屋外広告フォーラム（にほんおくがいこうこくフォーラム、英: Outdoor Advertising Research Forum）は、日本の屋外広告関係者（広告会社や屋外広告業者）により設立され、日本の屋外広告の効果指標を研究し、策定し、全国普及活動をしている機関である。日本屋外広告フォーラムでは屋外広告（特にポスターボード）の効果指標として「DEC (Daily Effective Circulation) ＝一日の有効通行量」、視認者数推定システムを日本標準として策定している。

## 概要
1999年（平成11年）秋に、ビデオリサーチ社が事務局となり、社団法人全日本ネオン協会および清水公一等が発起人となり、屋外広告調査フォーラム（おくがいこうこくちょうさフォーラム）が設立された。初代会長は早稲田大学名誉教授小林太三郎。その際には広告会社・屋外広告業団体などに参加の募集がなされた。現在会員会社は広告会社、屋外広告会社など約70社。
2016年（平成28年）6月1日に、屋外広告調査フォーラムから日本屋外広告フォーラムへと名称変更された。
日本屋外広告フォーラムでは、アメリカ視察、ネットワークボードの研究（ポスターボードのネットワーク化）、ポスターボードのサイズ統一の検討、業界を元気付けるための研究、会員や広告主へのセミナー、DECの日本標準の策定、DECの全国普及、ターゲットオーディエンスを踏まえたDECの質の研究、屋外広告指標推定システムの研究などを行っている。

## 背景
広告は企業や社会にとって重要な機能であり、欧米やアジアの多くの大学では広告学部や広告学科を設置して研究や教育がなされている。テレビCMの取引指標として視聴率が利用されるのと同様、広告媒体の一種である屋外広告（ネオンサインやポスターボード等）の取引に「DEC」が指標として利用されている。DECは、アメリカでは広告主、広告代理業、屋外広告団体で組織したTAB（Traffic Audit Bureau）によって管理されており、ヨーロッパでも利用されている。日本においてDECを策定、管理しているのが日本屋外広告フォーラムである。

## DEC算出手法
「DEC」を算出するには２つの方法がある。一つは国土交通省が出している道路交通センサスのデータを使って求める方法。もう一つはハンドカウントによって、一日を4つの時間帯に分け、各時間帯で15分ずつ歩行者、自転車類、動力付き二輪車、自動車類の通行量を計測し、平日と休日のDECから週平均のDECを算出するようにしている。